# 6 prairial
6 floréal 6 messidor
Le sextidi 6 prairial, officiellement dénommé jour de la mélisse, est le 246e jour de l'année du calendrier républicain.
C'était généralement le 25e jour du mois de mai dans le calendrier grégorien.